# Catalogue de Gum

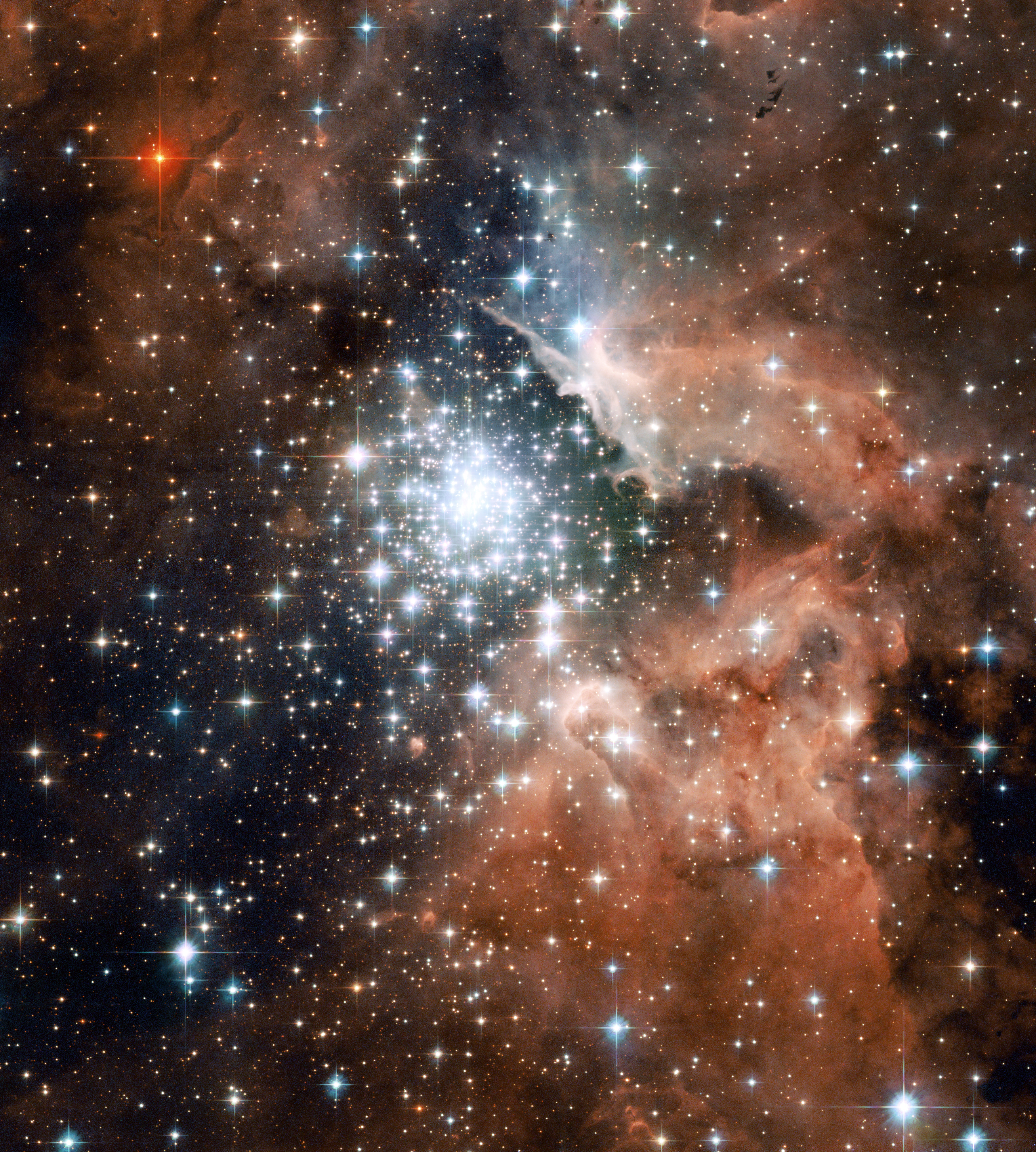
NGC 3603 (Gum 38b), une région HII dans la constellation de la Carène.

Le catalogue de Gum est le nom d'un catalogue astronomique de 85 nébuleuses en émission du ciel austral. Il fut compilé par l'astronome australien Colin Stanley Gum (1924-1960) à l'observatoire du Mont Stromlo en utilisant la photographie à grand champ. Gum publia ses découvertes en 1955 dans une étude intitulée Une étude des nébuleuses H-alpha diffuses du ciel austral qui présentait un catalogue de 85 nébuleuses ou complexes nébulaires. Parmi les catalogues similaires, citons le catalogue Sharpless et le catalogue RCW, et de nombreux objets de Gum sont présents dans ces autres catalogues.
La nébuleuse de Gum est nommée d'après Gum, qui l'appela Gum 12 ; c'est une nébuleuse en émission située dans les constellations australes des Voiles et de la Poupe.

## Exemples
Exemples d'objets du catalogue de Gum (1955) ; cliquez sur l'image pour le crédit, la plupart proviennent d'astronomes amateurs, de l'ESO, de l'ESA, ou de la NASA.
| Gum    | Nom usuel              | Images | Noms & Désignations                                                                                       |
| ------ | ---------------------- | ------ | --- |
| Gum 4  | NGC 2359               |        | Casque de Thor, Gum 4, Sharpless 298, NGC 2359                                                            |
| Gum 29 | RCW 49                 |        | Gum 29, RCW 49                                                                                            |
| Gum 60 | NGC 6302               |        | Sh2-6, NGC 6302, Nébuleuse de l'Insecte, PK 349+01 1, Nébuleuse du Papillon, RCW 124, Gum 60, Caldwell 69 |
| Gum 64 | NGC 6334               |        | ESO 392-EN 009, Sharpless 8, RCW 127, Gum 64, NGC 6334                                                    |
| Gum 66 | NGC 6357               |        | Sh2-11, NGC 6357, RCW 131, Gum 66, Nébuleuse Guerre et Paix                                               |
| Gum 72 | Nébuleuse de la Lagune |        | Sh2-25, RCW 146, Gum 72, M8                                                                               |
| Gum 76 | Nébuleuse Trifide      |        | Sh2-30, M20, NGC 6514, RCW 147, Gum 76                                                                    |
| Gum 81 | Nébuleuse Oméga        |        | Nébuleuse Omega, M17, NGC 6618, Nébuleuse du Cygne, Sharpless 45, RCW 160, Gum 81                         |
| Gum 83 | Nébuleuse de l'Aigle   |        | Sh2-49, M16, NGC 6611, RCW 165, Gum 83                                                                    |